# ARC 20 de Julio
Pour les articles homonymes, voir 20 de Julio.
L'ARC 20 de Julio (pennant number : D-05) est l’un des deux destroyers colombiens de classe Halland. Lui et l’ARC 7 de Agosto (D-06) étaient les seuls construits de leur classe. Deux autres navires ont été commandés, mais ils n’ont jamais été achevés. Il avait l’ancien nom de Veinte de Julio avant d’être renommé.

## Conception
Le 20 de Julio avait 121 mètres de long et 12,6 mètres de large. La coque a été conçue avec un gaillard d'avant. Du gaillard jusqu’à l’arrière, une longue superstructure est apparue, qui permettait à l’équipage d’atteindre l’ensemble du navire sans avoir à sortir, minimisant ainsi le risque d’exposition à la contamination radioactive. Contrairement aux classes de destroyers précédentes, dont les superstructures étaient construites en aluminium, la classe Halland était construite en acier. L’aluminium donnait aux navires un poids inférieur mais avait l’inconvénient, en cas d’incendie, de fondre à une température beaucoup plus basse que l’acier. Pour réduire le poids, de la tôle ondulée a donc été utilisée dans la superstructure.
Les machines se composaient de chaudières à vapeur et de turbines à vapeur. Deux chaudières Penhoët fournissaient de la vapeur avec une pression de 40 bars et une température de 420 degrés à deux turbines de Laval. La puissance totale était de 58000 chevaux, ce qui donnait au navire une vitesse maximale de 35 nœuds (65 km/h).
L’armement principal se composait de trois canons doubles Bofors de 120 mm entièrement automatiques modèle 1950, initialement dirigés à partir d’un viseur central qui a ensuite été remplacé par un nouveau viseur radar d’artillerie connecté au radar. L’armement secondaire se composait d’un double canon antiaérien Bofors de 57 mm modèle 1950 et de six Bofors simples de 40 mm L/70. Le premier était initialement contrôlé à partir d’une vue centrale sur le pont, puis par une commande de tir numérique logée dans le radôme caractéristique au-dessus du tablier du pont. L’armement en torpilles se composait de deux affûts de tubes lance-torpilles avec un total de huit tubes. En ce qui concerne la lutte anti-sous-marine, il y avait un hydrophone logé dans un radôme sous l’avant-corps, qui pouvait être rétracté dans la coque lorsque l’hydrophone n’était pas utilisé. Lorsqu’un sous-marin était découvert, huit lance-roquettes Bofors de 375 mm avec une charge de 100 kg chacun et une portée de 300 à 1200 mètres pouvaient être tirés selon une dispersion autour, au-dessus et au-dessous de la cible à partir de deux lanceurs à quatre canons orientables. Dans la poupe, il y avait aussi un affût avec deux rails de lancement pour tirer le missile antinavire Saab Robot 08.

## Engagements
Le 20 de Julio a été construit à Eriksbergs Mekaniska Verkstad à Göteborg. Il a été lancé le 26 juin 1952 et livré à la marine colombienne le 15 juin 1956.
Au cours de ses 26 années d’utilisation opérationnelle, l’unité n’a participé à aucune action majeure, à l’exception d’exercices périodiques avec des navires de l’United States Navy. Il a été désarmé en 1986 et plus tard mis au rebut.